# Rodolfo Maltese
Rodolfo Maltese (Orvieto, 26 febbraio 1947 – Roma, 3 ottobre 2015) è stato un chitarrista, trombettista e compositore italiano noto prevalentemente per essere stato un componente storico della band Banco del Mutuo Soccorso.

## Biografia
Rodolfo Maltese inizia la sua passione per la musica con lo strumento musicale che era più presente in casa Maltese: la chitarra, ma poi all'età di quindici anni aggiunge un altro strumento frequentando un corso di tromba al Conservatorio Boccherini di Lucca dedicandosi così all'ascolto dei vari musicisti classici (Svjatoslav Richter, Andrés Segovia, Arthur Rubinstein) e jazzisti (Wes Montgomery, Barney Kessel, Bill Evans, Erroll Garner, Art Tatum, John Coltrane e Gerry Mulligan).
Nel 1966 diventa un componente degli Homo Sapiens, che partecipano nel 1971 al Festival Pop di Nuove tendenze, alle Terme di Caracalla a Roma, dove conosce Vittorio Nocenzi, che gli propone di entrare nel Banco del Mutuo Soccorso, ma per impegni precedenti e per un corso di scenografia all'Accademia di Belle Arti di Firenze rifiuta.
Nel 1973 Vittorio Nocenzi gli propone un periodo con il Banco del Mutuo Soccorso impegnato al terzo lavoro discografico “Io sono nato libero”, Rodolfo accetta, e così inizia la nuova esperienza con un gruppo di rock progressivo.
Fra il 1975 e il 1976 collabora con il chitarrista blues Stefan Grossman.
Nel 1978 partecipa alle riprese del film Prova d'orchestra di Federico Fellini, nel ruolo di trombettista.  
Nel 1979 collabora con Franco D'Andrea (pianoforte) al Capolinea di Milano (via Lodovico il Moro, 119 Milano) antico locale jazz inaugurato nel 1970 e chiuso nell'ottobre del 1999, dove hanno suonato i più famosi artisti Italiani e stranieri (Chet Baker, Dizzie Gillespie, Art Blakey, Chick Corea, Gerry Mulligan, Woody Herman, Steve Lacy, Tullio de Piscopo, Enrico Rava, Gianni Basso) che spesso davano vita a entusiasmanti jam session.
Nel 1980 collabora alla realizzazione di "Concerto", album live di Angelo Branduardi.
Nel 1981 incide con lo pseudonimo La banda di Tom la sigla dell'anime "Tom Story" dal titolo "Tommy".
Nel 1986 lavora anche con Edoardo De Angelis per il suo album "Cammina, cammina".
Nel 1986 fonda un gruppo di jazz-fusion il Rodolfo Maltese Group (Toni Armetta al basso, Andrea Alberti al piano e alle tastiere, Francesco Marini al sax, Walter Martino alla batteria e Massimo Carrano alle percussioni). Incide un album per una etichetta indipendente la Fly By Night, distribuzione Ricordi.
Nel 1987 partecipa al tour di Riccardo Cocciante "La grande avventura".
Nel 1992 collabora con il gruppo di rock progressivo Fancyfluid alla realizzazione del disco "King's Journey", pubblicato su etichetta Musea.
Nello stesso anno fonda gli Indaco (Rodolfo Maltese: chitarre e flicorno, Mario Pio Mancini: bouzuki irlandese e violino elettrico, Arnaldo Vacca: percussioni, Pierluigi Calderoni: batteria, Carlo Mezzanotte: tastiere, piano, Luca Barberini: basso, Gabriella Aiello: voce) sperimenta nuove forme musicali fondendo la musica etnica mediterranea con il rock e il jazz.
Nel 1994 è la volta dei Mirage (Frammenti – Mellow Records).
Ha collaborato con i Têtes de Bois negli album “E anche se non fosse amore” (1994) e “Pezzi di Ricambio” (1997).
Nel 1995 collabora con Tony Carnevale, suonando chitarra, tromba e mandolino nell'album "La vita che grida"; è l'inizio di una collaborazione che darà vita a diversi concerti dal vivo e altri album: nel 2003 esce infatti "Live - Rock Symphonic Concert", seguito da "Piano" nel 2006, e dall'Opera  "Dreaming a Human Symphony" nel 2009.
Maltese, ammalato da tempo, è deceduto il 3 ottobre 2015 all'età di 68 anni. Ogni anno in occasione del suo compleanno si celebra a Roma la "Festa Maltese - La malattia si sconfigge con la musica", evento dove artisti e musicisti amici di Rodolfo hanno la possibilità di suonare.

## Altre iniziative
Trio Beatles Project in Jazz con Andrea Biondi (vibrafono) e Gabriele Lazzarotti (basso)
Trio Jazz Maltese per chitarra basso e batteria con Luca Barberini (basso) e Pierluigi Calderoni (batteria)
Nel 1995 nasce il duo Guitar Project con Maurizio Pizzardi (chitarra) che spesso diventa trio grazie alla partecipazione di amici e grandi artisti come Antonello Salis e Mauro Pagani
Duo Acustico con Massimo Alviti (chitarra) che si esibisce con un omaggio a Luis Salinas, (virtuoso chitarrista argentino) e interpretazioni di brani di Pat Metheny, Wes Montgomery, Django Reinhardt
Beat-Less con Francesco Di Giacomo (voce) e Maurizio Pizzardi (chitarra) interpreta e racconta i brani di John Lennon & Paul Mc Cartney
Trio con Viki Pellegrino (voce) e Alessandro Papotto (sax, clarinetto, flauto) che interpreta il meglio del pop rock d'autore mescolando a questo genere musicale un po' di tradizione brasiliana di Antônio Carlos Jobim
Dal 2006 Duo jazz fusion con Andrea Alberti al pianoforte
Ten & Co – omaggio con la propria musica a Luigi Tenco realizzato su musiche originali di Rodolfo Maltese: chitarra e tromba e con Claudio Corvini: tromba Pino Jodice: pianoforte Pietro Jodice: batteria Luca Pirozzi: basso Max Ionata: sax tenore e sax soprano
Dal 2004 nasce la collaborazione con La Fonderia - apparizione in numerosi live e collaborazione nel secondo disco della band romana, re>>enter.
Di recente ha collaborato con l'etichetta discografica Terre Sommerse, con la quale ha realizzato il cd per chitarre acustiche con Massimo Alviti.

## Collaborazioni
- Buddy Miles
- Mark Harris
- Greg Lake
- Tony Carnevale
- Herbert Pagani per Radio Monte Carlo
- Tommy Emmanuel a Issoudun in Francia durante un Convegno di chitarristi grazie a Marcel Dadi
- “Shorty Monday Night Orchestra” diretta dal Maestro Marco Omicini, nata dall'idea di trasformare in chiave Jazzistica alcuni dei più significativi brani del Banco del Mutuo Soccorso.

## Discografia

### Homo Sapiens
- 1974 - Homo Sapiens - Homo Sapiens

### Banco del Mutuo Soccorso
- 1973 - Banco del Mutuo Soccorso - Io sono nato libero (collaborazione)
- 1975 - Banco del Mutuo Soccorso - Garofano rosso
- 1975 - Banco del Mutuo Soccorso - Banco ("Banco IV")
- 1976 - Banco del Mutuo Soccorso - Come in un'ultima cena
- 1976 - Banco del Mutuo Soccorso - As in a Last Supper
- 1978 - Banco del Mutuo Soccorso - ...di terra
- 1979 - Banco del Mutuo Soccorso - Canto di primavera
- 1979 - Banco del Mutuo Soccorso - Capolinea (live)
- 1980 - Banco del Mutuo Soccorso - Urgentissimo
- 1981 - Banco del Mutuo Soccorso - Buone notizie
- 1983 - Banco del Mutuo Soccorso - Banco
- 1985 - Banco del Mutuo Soccorso - ...e via
- 1989 - Banco del Mutuo Soccorso - Non mettere le dita nel naso (pubblicato con la denominazione Il Banco presenta Francesco Di Giacomo)
- 1994 - Banco del Mutuo Soccorso - Il 13
- 1996 - Banco del Mutuo Soccorso - Le origini (1996)
- 1997 - Banco del Mutuo Soccorso - Nudo
- 2003 - Banco del Mutuo Soccorso - No palco (live)
- 2005 - Banco del Mutuo Soccorso - Seguendo le tracce (live 1975)
- 2007 - Banco del Mutuo Soccorso - Banco Live 1980 (DVD)

### Indaco
- 1997 Vento del deserto, Il Manifesto, CD013
- 1999 Amorgos, Il Manifesto, CD037
- 2000 Spezie, Il manifesto, CD057 live
- 2002 Anteprima Terra Maris, Helikonia, HKVS02502, singolo di 4 brani di cui 2 in versione diversa da quella che apparirà nell'album
- 2002 Terra Maris, Helikonia, HKVS1102
- 2005 Porte d'Oriente, Squilibri/Il Manifesto, CD155, antologia con inediti
- 2006 Tracce mediterranee, III Millennio, 0229, live

### Come solista
- 1989 - Rodolfo Maltese Jazz Group, Il gabbiano Jonathan, CD, BTF (pubblicato 2009)
- 1992 - Rodolfo Maltese/Mario Pio Mancini and The New Ensemble, Indaco, Autoproduzione, LP, MPM 001
- 2009 - Rodolfo Maltese/Massimo Alviti, ALMA, CD, Terre Sommerse

### Partecipazioni
- 1992 - Fancyfluid, King's Journey, CD, Musea
- 1994 - Têtes de Bois, E anche se non fosse amore, CD
- 1995 - Mario Pio Mancini, Flying With The Chakras, CD, Babaji, CD-01-95
- 1995 - Tony Carnevale, La vita che grida, Artonica, CD, ARTCD 1/95
- 1997 - Têtes de Bois, Pezzi di Ricambio, CD
- 1999 - Wakeman/Fasciano, Stella Bianca alla Corte di Re Ferdinando, M.P. Records, CD/LP MPRCD 027
- 1999 - Periferia del Mondo, In ogni luogo, in ogni tempo, Akarma, 1999, CD/LP, AK 3001
- 2003 - Tony Carnevale, Live - Rock Symphonic Concert, CD, Artonica
- 2005 - Tony Carnevale, Piano, CD, Artonica
- 2009 - Tony Carnevale, Dreaming a human symphony (Symphonic Rock Opera)CD, Artonica

## Strumentazione
- Rodolfo Maltese usa una chitarra costruita dai maestri liutai Mirko Migliorini e Roberto Pozzi